# 마녀와 야수 (만화)
《마녀와 야수》(일본어: 魔女と野獣 마조토 야주[*])는 사타케 코스케가 쓰고 그린 일본 만화다. 《영 매거진 서드》(고단샤)에서 2016년 12월호부터 2021년 5월호까지 연재 후, 같은 회사의 《주간 영 매거진》으로 이적해 2021년 6월호부터 연재 중이다.

## 줄거리
이야기는 키가 크고 조용하게 말하는 남자 아샤프와 소녀의 모습을 하고 있지만 가면을 쓴 강력한 분신이 아샤프의 등에 묶인 관 안에 들어 있는 그의 파트너 기도의 중심이다. 그들은 마법 공명의 임무를 받아 불량 마녀를 조사하고 사회에 심각한 위협을 가하는 특정 마녀를 찾아 전국을 여행한다.

## 미디어

### 만화
이 시리즈는 사타케 코스케가 각본과 그림을 맡았으며, 2016년 11월 6일부터 영 매거진 제3호에서 연재를 시작했다. 2021년 4월에 영 매거진 제3호가 최종 호를 발행한 데 이어, 이 시리즈는 2016년 4월부터 새로운 월간 영 매거진으로 옮겨졌다. 5월 20일. 이 시리즈는 2023년 1월 이후 처음 2개월 동안 중단되었으며 나중에 사타케의 건강으로 인해 연장되었다. 첫 번째 단행본은 2017년 9월 20일에 출시되었다. 2022년 8월 현재 개별 장이 10권의 단행본으로 수집되었다.
뉴욕 코믹콘 2019에서 고단샤 USA는 이 시리즈의 영어 출판 라이선스를 취득했다고 발표했다.

### 애니메이션
2022년 8월, 이 시리즈가 애니메이션으로 각색될 것이라고 발표되었다. 나중에 요코하마 애니메이션 랩에서 제작하고 하마나 다카유키가 감독한 TV 시리즈임이 확인되었다. 각본은 모모세 유이치로, 캐릭터 디자인은 이이지마 히로야, 작곡은 나카무라 하나에, 타부치 나츠미가 담당한다. 2024년 1월 12일 TBS, BS11 등을 통해 첫 방송됐다.
크런치롤은 아시아 이외의 지역에서 시리즈 라이선스를 취득했다. 플러스 미디어 네트웍스 아시아는 동남아시아에서 시리즈 라이선스를 받았다.
오프닝곡은 소코니나루의 '소몬카', 엔딩곡은 난조 요시노의 '히카리노토리루'이다.